# Radio (singel Danny’ego)
„Radio” – szósty singel Danny’ego wydany 19 listopada 2008 roku. Singel był notowany przez jedenaście tygodni w Szwecji na Top 60 Singles, osiągnął pierwsze miejsce.

## Lista utworów
Źródło: Discogs
1. „Radio” (Radio Version) – 2:55
2. „Radio” (Instrumental Version) – 2:55

## Notowania na listach przebojów
| Kraj    | Lista (2008/2009) | Najwyższa pozycja |
| ------- | ----------------- | ----------------- |
| Szwecja | Top 60 Singles    | 1                 |